# Пекари (Мазовецьке воєводство)
Пекари (пол. Piekary) — село в Польщі, у гміні Мщонув Жирардовського повіту Мазовецького воєводства.
Населення — 142 особи (2011).
У 1975-1998 роках село належало до Скерневицького воєводства.

## Демографія
Демографічна структура станом на 31 березня 2011 року:
|          | Загалом | Допрацездатний вік | Працездатний вік | Постпрацездатний вік |
| -------- | ------- | ------------------ | ---------------- | -------------------- |
| Чоловіки | 68      | 18                 | 45               | 5                    |
| Жінки    | 74      | 19                 | 42               | 13                   |
| Разом    | 142     | 37                 | 87               | 18                   |